# Johannes Rudolphi

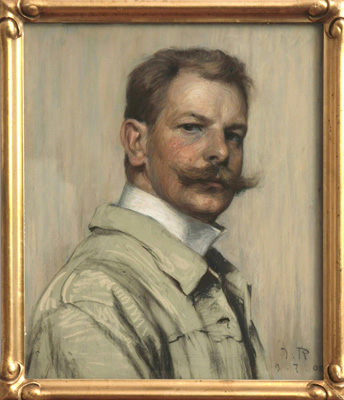
Johannes Rudolphi, Selbstbildnis, 1908

Johannes Rudolphi (* 5. Oktober 1877 in Potsdam; † 21. Januar 1950 in Potsdam-Babelsberg) war ein deutscher Landschaftsmaler des Post-Impressionismus.

## Leben
Rudolphi war der Sohn des Potsdamer Arztes Wilhelm Rudolphi sowie ein Nachfahre des westfälischen Malers Johann Georg Rudolphi. Er entschied sich für den Beruf des Kunstmalers und immatrikulierte im Mai 1899 an der Akademie der Bildenden Künste München für die Naturklasse unter Gabriel von Hackl. Nach baldiger Rückkehr setzte er das Studium an der Königlichen Akademie der Künste zu Berlin fort. In dieser Zeit reifte sein Interesse an der Landschaftsmalerei. 1901 heiratete Rudolphi die Potsdamer Kunstmalerin Margarete Haeberlin, Tochter des Hofbaurats Franz Haeberlin, mit der er zwei Söhne hatte; den 1902 geborenen späteren Architekten Hellmut und den 1906 geborenen Wolfram, der als Kunstmaler und Grafiker in die Fußstapfen seiner Eltern trat.
1902 schloss Rudolphi sein Studium ab. Die in Berlin lebende Familie verbrachte die Sommermonate häufig im sogenannten „Grünen Haus“ im Potsdamer Neuen Garten, von wo der freischaffende Künstler Malerausflüge in die nähere Umgebung unternahm. Im darauffolgenden Jahr reiste er durch Brandenburg und die Uckermark sowie im Sommer 1904 nach Küstrin und in die Neumark. Auf der Großen Berliner Kunstausstellung debütierte Johannes Rudolphi 1905 mit dem Porträt des Landgerichtspräsidenten I. und begab sich im selben Jahr zu Landschaftsstudien in den Schwarzwald. 1906 beschickte er die Kunstausstellung mit dem Gemälde Abend am Sacrower See und 1908 mit seinem Selbstporträt in Pastell. Nachdem er sich der Berliner Secession unter Führung Max Liebermanns angeschlossen hatte, nahm er 1909 zum letzten Mal an der Großen Berliner Kunstausstellung teil. Sein künstlerisches Wirken setzte Rudolphi ab 1910 im eigenen Wohnhaus mit Atelier in Berlin-Schlachtensee fort, wo er bis zu seinem Tod lebte.
Rudolphi malte vor allem brandenburgische Landschaften, die er auf zahlreichen Gemälden mit ihren jahreszeitlich bedingten Veränderungen und Lichtstimmungen darstellte. Zu seinen bevorzugten Motiven gehörten die Seen in Berlin, Potsdam und Umgebung, vor allem das Golmer Luch. Der Erste Weltkrieg schränkte seine künstlerische Tätigkeit ein, sodass in diesen Jahren fast nur Bleistiftskizzen entstanden. Nach dem Krieg entwickelte sich eine für ihn erfolgreiche Schaffensphase in der seine Arbeit große Zustimmung fand, bis er aufgrund einer Augenerkrankung in den 1940er-Jahren nur noch sporadisch malen konnte. Rudolphi verstarb 1950 im Oberlinhaus in Potsdam-Babelsberg und fand, wie vier Jahre später seine Ehefrau Margarete, auf dem Bornstedter Friedhof im Gemeinschaftsgrab der Schwiegereltern Fanny und Franz Haeberlin die letzte Ruhe.

## Werke (Auswahl)

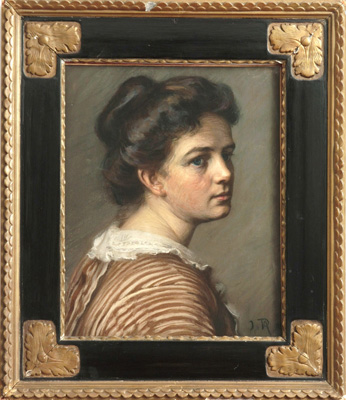
Margarete Rudolphi, Ehefrau von Johannes Rudolphi, 1909

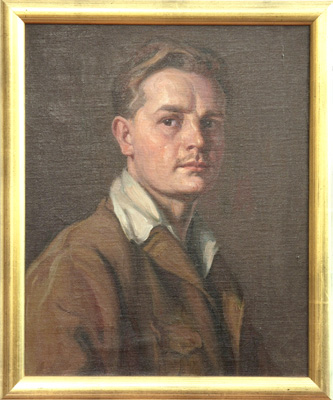
Wolfram Rudolphi, Sohn von Johannes Rudolphi, um 1930

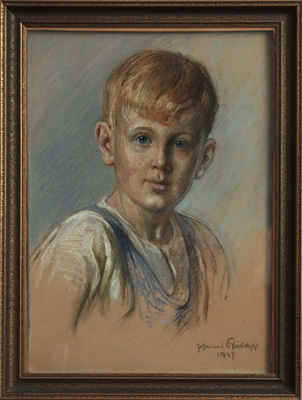
Joachim Rudolphi, Enkel von Johannes Rudolphi, 1947

- Maria Rudolphi (Porträt der Mutter), Bleistiftzeichnung, 1898
- Dr. Wilhelm Rudolphi (Porträt des Vaters), Bleistiftzeichnung, 1899
- Waldlichtung, 1904
- Im Frankenland, 1905
- Am Fließ, 1905
- Stilles Wasser, um 1906
- Götzer Berge, 1906
- Lieper Bucht, 1907
- Blick über den Schlachtensee, 1908
- Knabe im blauen Wams, 1908
- Selbstbildnis, 1908
- Margarete Rudolphi (Porträt der Ehefrau), 1909
- Frühling am Wasser, 1909
- Am Berghang, 1909
- In Gedanken, Porträt, um 1910
- Herbst im Neuen Garten, 1913
- Der Berliner Schlachtensee, 1919
- Weites Land, 1919
- Phlox, um 1920
- Im stillen Winkel, 1920
- Im Golmer Luch, um 1922
- Der Königsweg, 1922
- Am Golmer Luch, 1923 (im Potsdam Museum)
- Sommerlicher Uferweg am Schlachtensee, 1923
- Romanze, 1923
- An der Havel: Kühe am Großen Fenster, 1924
- In der Schorfheide, 1924
- Nuthe-Wiesen, 1924
- Schreitende junge Frau, 1925
- Junger Mann im Trachtenanzug, 1926
- Wiesen im Mai, 1929
- Wolfram Rudolphi (Porträt des jüngsten Sohnes), um 1930
- Lindenhof am Königsweg, 1931
- Märkischer See, 1931
- Blühender Rosenbusch, 1933
- Baum im Goldrahmen, 1937
- Joachim Rudolphi (Porträt des Enkels), 1947
- Gehöft am Waldrand, 1948